# 옥션 올킬 스타리그 2012

옥션 올킬 스타리그 2012부터 새로이 도입된 스타크래프트 II 스타리그 로고

옥션 올킬 스타리그 2012 (Auction ALLKILL Starleague 2012)는 온게임넷과 스포츠조선의 공동 주최로 이루어지고 블리자드 엔터테인먼트사의 전략시뮬레이션게임인 스타크래프트 II로 개최되는 온게임넷의 첫 번째 스타2 리그이며, 2012년에 두 번째로 열리는 스타리그이다. 기존에 열린 스타리그를 포함해서 34번째 대회이며 전신으로 기록된 PKO '99을 포함하면 35번째 대회이다.

## 대회 개요
- 리그 컨셉 : New Beginning , 내가 나를 이기는 싸움 (To Survive For Victory)

- 스폰서 캐치프라이즈 : 좋은 상품을 죽이는 가격에 All Kill, 옥션

## 대회 방식

### 대회 일정
- 오프라인 예선
  - GSL리거, 아마추어, 외국인 예선 : 7월 2일
  - KeSPA 선수 예선 : 7월 19일
- 스타리그 듀얼: 7월 16일 ~ 8월 7일
- 16강 조지명식: 8월 21일
- 16강: 8월 28일 ~ 9월 18일
- 8강: 9월 25일 ~ 10월 3일
- 4강: 10월 9일, 10월 18일
- 3,4위전: 10월 20일
- 결승: 10월 27일

### 상금
- 상금규모 - 총 1억 800만원
- 우승 - 4000만원
- 준우승 - 2000만원
- 우승자, 준우승자를 제외한 시드자 2명부터 24강 진출자까지 차등 지급
  - 16강 진출자 8명 : 1인당 200만원
  - 8강 진출자 4명 : 1인당 300만원
  - 시드자 2명 : 1인당 700만원

### 경기장
- 예선 - 신도림 테크노마트 인텔 e스타디움
- 스타리그 듀얼 - 용산 이스포츠 상설 경기장
- 16강 본선 - 용산 이스포츠 상설 경기장
- 결승전 - 서울 한양대학교 올림픽체육관

## 맵
비KeSPA (GSL / 외국인 / 아마추어) 오프라인 예선
- - 32강 : WCS안티가조선소 - WCS오하나 - WCS묻혀진계곡
  - 16강 : WCS오하나 - WCS 묻혀진 계곡 - WCS 안티가조선소
  - 8강 : WCS묻혀진계곡 - WCS안티가조선소 - WCS오하나
  - 4강 : WCS안티가조선소 - WCS오하나 - WCS묻혀진계곡
  - 결승 : WCS오하나 - WCS 묻혀진 계곡 - WCS 안티가조선소

KeSPA 오프라인 예선
- - 16강 : WCS오하나 - WCS 묻혀진 계곡 - WCS 안티가조선소
  - 8강 : WCS묻혀진계곡 - WCS안티가조선소 - WCS오하나
  - 4강 : WCS안티가조선소 - WCS오하나 - WCS묻혀진계곡
  - 결승 : WCS오하나 - WCS 묻혀진 계곡 - WCS 안티가조선소

스타리그 듀얼
듀얼 맵순서
- - 1,2경기: WCS 안티가조선소
  - 승자/패자전: WCS 오하나
  - 최종진출전: WCS 묻혀진계곡

16강 본선
- - 1. WCS 안티가조선소, 2. WCS 여명, 3. WCS 묻혀진 계곡, 4. WCS 오하나
  - 노동환방식으로 맵 순서가 배정됨
    - 1회차 : 1-2-3-4
    - 2회차 : 2-3-4-1
    - 3,4회차 : 3-4-1-2
    - 5,6회차 : 4-1-2-3

## 리그 BGM
- 스타리그 듀얼 오프닝멘트 : LAVETT - Can't You Hear Me
- 스타리그 듀얼 선수소개 : P.O.D - On Fire
- 스타리그 듀얼 오프닝 : Daft Punk - Touch It / Technological
- 스타리그 듀얼 경기종료후 : LAVETT - It's Not Over
- 조지명식 오프닝 : Prodigy - Funky Shit
- 스타리그 오프닝멘트 : Call Me No One - The World Is Dead
- 스타리그 개막전 선수소개, 최근 10경기 : Everyone Dies In Utah - You're Now Manually Breathing
- 스타리그 선수소개 : Call Me No One - Thunderbird
- 스타리그 오프닝 : Killing Age - Out Of This
- 스타리그 경기시작전 : Throw The Fight - Beautiful
- 스타리그 경기종료후 : Call Me No One - Whatever Happened
- 스타리그 승자인터뷰 : LAVETT - Hold On
- 스타리그 엔딩멘트 : Throw The Fight - Run Away
- 결승전 엔딩영상 : 델리스파이스 - 챠우챠우

## 스타리그 예선

### 비KeSPA (GSL / 아마추어 / 외국인) 예선 조별 본선 진출자
| A조    | B조    | C조    | D조  | E조    | F조    | G조    | H조    | I조    | J조    | K조    | L조    |
| ------ | ------ | ------ | ---- | ------ | ------ | ------ | ------ | ------ | ------ | ------ | ------ |
| 강초원 | 강동현 | 이정훈 | 이준 | 황도형 | 변현우 | 정승일 | 서성민 | 최종환 | 김학수 | 원이삭 | 권태훈 |

### KeSPA 예선 조별 본선 진출자
| A조    | B조    | C조    | D조    | E조    | F조    | G조    | H조    | I조    | J조    |
| ------ | ------ | ------ | ------ | ------ | ------ | ------ | ------ | ------ | ------ |
| 정윤종 | 전태양 | 김민철 | 이병렬 | 윤지용 | 김도우 | 김성현 | 도재욱 | 이신형 | 신재욱 |

### 스타리그 듀얼
- 비KeSPA 듀얼 : GSL과 해외대회에서 좋은 성적을 쌓은 4명에게 시드를 부여한다.
- KeSPA 듀얼 : 지난 시즌 16강 진출에 성공했지만, 4강에서 결승 진출에 실패한 2명의 선수들이 시드를 받게 된다.

## 진출자 목록

### 본선 진출자 분포
‘*’은 16강 시드 진출자이다

#### 비KeSPA 소속 옥션 올킬 스타리그 2012 진출자 명단
종족별 분포
- 테란(2) - 정종현, 이정훈
- 저그(2) - 박수호, 임재덕
- 프로토스(4) - 장민철, 김학수, 원이삭, 강초원

팀별 분포
- LG-IM(2) - 정종현, 임재덕
- 프라임(1) - 이정훈
- MVP(1) - 박수호
- SK게이밍(1) - 장민철
- 프나틱(1) - 김학수
- 스타테일(1) - 원이삭
- NS호서(1) - 강초원

#### KeSPA(협회) 소속 옥션 스타리그 2012 진출자 명단
종족별 분포(*표는 스타리그 시드)
- 테란(4) - *정명훈, 전태양, 이영호, 김성현
- 프로토스(4) - *허영무, 신재욱, 정윤종, 도재욱
- 저그 진출 실패

팀별 분포(*표는 스타리그 시드)
- 웅진(1) - 신재욱
- SK텔레콤(3) - *정명훈, 정윤종, 도재욱
- 제8게임단(1) - 전태양
- KT(1) - 이영호
- STX(1) - 김성현
- 삼성전자(1) - *허영무

## 듀얼 토너먼트
| 조  | Match1 | Match1 | Match2 | Match2 | 승자전 | 승자전 | 패자전 | 패자전 | 최종전 | 최종전 | 최종전 | 최종전 |
| A조 | 정종현 | 황도형 | 김학수 | 권태훈 | 정종현 | 김학수 | 황도형 | 권태훈 | 정종현 | 권태훈 |        |        |
| B조 | 박수호 | 강초원 | 강동현 | 변현우 | 박수호 | 강동현 | 강초원 | 변현우 | 강동현 | 강초원 |        |        |
| C조 | 장민철 | 최종환 | 원이삭 | 이준   | 장민철 | 원이삭 | 최종환 | 이준   | 장민철 | 이준   |        |        |
| D조 | 임재덕 | 서성민 | 이정훈 | 정승일 | 임재덕 | 이정훈 | 서성민 | 정승일 | 임재덕 | 정승일 |        |        |
| E조 | 김민철 | 정윤종 | 이신형 | 신재욱 | 정윤종 | 신재욱 | 김민철 | 이신형 | 정윤종 | 이신형 |        |        |
| F조 | 김명운 | 김도우 | 도재욱 | 전태양 | 도재욱 | 김명운 | 김도우 | 전태양 | 김명운 | 전태양 |        |        |
| G조 | 이영호 | 이병렬 | 김성현 | 윤지용 | 이영호 | 김성현 | 이병렬 | 윤지용 | 김성현 | 이병렬 |        |        |

## 16강

### 출전 선수
| 종족     | 명 | 이름                                                    |
| 테란     | 6  | 김성현 이영호 이정훈 전태양 정명훈 정종현               |
| 저그     | 2  | 박수호 임재덕                                           |
| 프로토스 | 8  | 강초원 김학수 도재욱 신재욱 원이삭 장민철 정윤종 허영무 |

### 본경기
16강 조지명식에 따라 결정된 조에 따라서 한 선수가 한 경기씩 총 세 경기를 펼치게 되며, 한 조로 볼 때 총 여섯 경기를 치르게 된다.
| A조    | A조     | B조    | B조     | C조    | C조     | D조    | D조     |
| ------ | ------- | ------ | ------- | ------ | ------- | ------ | ------- |
| 허영무 | 0승 3패 | 정명훈 | 1승 2패 | 전태양 | 1승 2패 | 도재욱 | 0승 3패 |
| 박수호 | 2승 1패 | 임재덕 | 1승 2패 | 원이삭 | 2승 1패 | 장민철 | 2승 1패 |
| 이정훈 | 1승 2패 | 김학수 | 2승 1패 | 정종현 | 1승 2패 | 이영호 | 3승 0패 |
| 정윤종 | 3승 0패 | 김성현 | 2승 1패 | 신재욱 | 2승 1패 | 강초원 | 1승 2패 |

|  | 8강전  | 8강전  |        |   | 준결승전 | 준결승전 |  |  | 결승전 | 결승전 |
|  |        |        |        |   |          |          |  |  |        |        |
|  |        |        |        |   |          |          |  |  |        |        |
|  |        |        |        |   |          |          |  |  |        |        |
|  | 정윤종 | 3      |        |   |          |          |  |  |        |        |
|  | 정윤종 | 3      |        |   |          |          |  |  |        |        |
|  | 원이삭 | 1      |        |   |          |          |  |  |        |        |
|  | 원이삭 | 1      | 정윤종 | 4 |          |          |  |  |        |        |
|  |        |        | 정윤종 | 4 |          |          |  |  |        |        |
|  |        | 김성현 | 3      |   |          |          |  |  |        |        |
|  | 김성현 | 김성현 | 3      | 3 |          |          |  |  |        |        |
|  | 김성현 |        |        | 3 |          |          |  |  |        |        |
|  | 이영호 | 2      |        |   |          |          |  |  |        |        |
|  | 이영호 | 2      | 정윤종 | 4 |          |          |  |  |        |        |
|  |        |        | 정윤종 | 4 |          |          |  |  |        |        |
|  |        | 박수호 | 1      |   |          |          |  |  |        |        |
|  | 신재욱 | 박수호 | 1      | 1 |          |          |  |  |        |        |
|  | 신재욱 |        |        | 1 |          |          |  |  |        |        |
|  | 장민철 | 3      |        |   |          |          |  |  |        |        |
|  | 장민철 | 3      | 장민철 | 1 |          |          |  |  |        |        |
|  |        |        | 장민철 | 1 |          |          |  |  |        |        |
|  |        | 박수호 | 4      |   |          |          |  |  |        |        |
|  | 박수호 | 박수호 | 4      | 3 |          |          |  |  |        |        |
|  | 박수호 |        |        | 3 |          |          |  |  |        |        |
|  | 김학수 | 1      |        |   |          |          |  |  |        |        |
|  | 김학수 | 1      |        |   |          |          |  |  |        |        |

## 대회 결과
우승: 정윤종, 준우승: 박수호, 3위: 장민철, 4위: 김성현

## 특이사항
- 기존의 스타크래프트: 브루드워 기반의 스타리그를 종료하고 개최되는 스타크래프트 II: 자유의 날개 기반으로 치러지는 처음이자 마지막 스타리그.
- 택뱅리쌍 전원 4강에 진출 실패.이는 진에어 스타리그 2011 이후 2시즌만이다.
- 이번 스타리그는 온게임넷 최초의 스타크래프트 II 기반의 스타리그이므로, Kespa 협회선수들과 기존 스타2선수들의 실력차이를 고려하여 Kespa 협회선수들의 실력을 보호할 목적으로 예선전을 분리하여 진행함.
- 로고 변경(2003년 8월 1일부터 쓰인 기존의 스타리그 로고 색인 빨간색에서 S자는 빨간색이 섞여있는 빨간바탕의 하얀색으로, 나머지 글자는 하안색에서 빨간색으로 반전되는 색이며, 글씨체가 약간 굵어짐)
- 택뱅리쌍 중 듀얼 시드를 받아 유일하게 예선을 통과한 이영호를 제외하고 김택용, 송병구, 이제동은 Kespa 예선에서 떨어졌다.
- 신예선수들의 대부분이 스타2 리그 예선전을 통과하였다. 반면 김대엽, 신상문, 김정우, 신노열, 조성호 등 프로리그에서 활약중인 선수들의 대부분은 예선에서 탈락하였다.
- 도재욱, Batoo 스타리그 2008 이후 4년 만에 스타리그 16강 진출.
- 이영호 14시즌 연속 스타리그 진출로 최다 진출 기록 단독 갱신.
- 저그 종족 단 2명 스타리그 진출. (임재덕, 박수호)
- 이번 스타리그는 Tving 스타리그 2012 우승자와 준우승자인 허영무, 정명훈은 각각 3위(C조),4위(D조) 시드권자와 자신의 대결상대를 지명할 권리를 갖음.
- CJ엔투스 소속 프로게이머 전원 스타리그 진출 실패.
- 4강과 결승전이 7전 4선승제로 변경됨.
- EVER 스타리그 2007 이후 5년 만에 3,4위전 부활.
- 기존 8월 28일 2경기로 열릴 예정이었던 김학수 vs 김성현의 경기가 김학수의 MLG 대회 참가관계로 29일로 미뤄졌다가 태풍 볼라벤의 영향으로 항공편이 계속 연착되어 제시간에 도착하지 못할 것으로 예상되어 9월 11일로 재연기되고 29일 2경기로 펼쳐질 예정이었던 정명훈 vs 임재덕의 경기가 28일 2경기로 편성됨.
- 2002 Panasonic배 온게임넷 스타리그이후 10년 만에 프로게이머가 등장하지 않는 오프닝이 쓰임.
- 3시즌만에 디펜딩 챔피언이 16강에서 탈락. (박카스 스타리그 2010의 우승자인 정명훈과 진에어 스타리그 2011의 우승자인 허영무는 모두 그 다음 시즌 결승에 진출했다.)
- 준디펜딩 챔피언 정명훈 4시즌만에 스타리그 16강에서 탈락. (그 전 3시즌은 모두 결승에 진출해서 우승-준우승-준우승의 성적을 거뒀다.)
- GSL 최초 4회 우승자 정종현 스타리그 16강에서 탈락.
- 최초의 KESPA와 E스포츠연맹의 5전 3선승재 대결. (8강1경기 (정윤종 대 원이삭))
- KESPA 진영 시드획득 및 결승진출.
- 정윤종 양대리그(스타리그, GSL)시드 획득.
- EVER 스타리그 2007이후 이영호, 정명훈 테란 이후 새로운 테란 4강 진출. (김성현)
- 이영호가 테테전 최초 역스윕을 당함.
- 이영호 택뱅리쌍중 유일하게 스타2리그에서 8강에 진출한 선수 2014년 9월 현재까지 이기록 안깨짐
- E스포츠연맹 진영 시드획득 및 결승진출.
- KeSPA의 선수 와 e스포츠연맹의 선수가 결승전을 치루게 된다.
- 정윤종 첫 스타리그 결승 진출 및 스타리그 최초 7전제 리버스 스윕.
- 대한항공 스타리그 2010 Season 2의 이제동 이후 2년 만에 저그 결승진출. (박수호)
- 결승전 선수들이 모두 로열로더 후보로써 치러지는 결승.
- 스타리그 사상 최초 리그 한번에 두 번 역스윕 당함. (김성현)
- SKT T1 창단 이후 스타리그 프로토스 첫 우승. (박용욱은 오리온 시절)
- 브루드워 기반 스타리그 포함 프로토스 주종 선수 3시즌 연속 우승.
- 정윤종 스타크래프트2로 치러지는 첫 스타리그 우승.
- 정윤종 프로토스 최초로 스타리그에서 저그를 상대로 우승. (다른 사례로, 2007년 MSL에서 김택용이 곰TV MSL Season 1 결승에서 3:0으로 승리를 거둔 3.3 혁명이 있다.)
- 프로토스 종족 3연속 우승. (진에어 스타리그 2011과 Tving 스타리그 2012에서 허영무가 2연속 우승 후 정윤종이 이 대회에서 우승)
- 온게임넷에서 독자적으로 치러진 마지막 스타리그. (차기시즌부터 블리자드 주관의 WCS KOREA 스타리그로 명칭 변경)
- 2002 NATE배 온게임넷 스타리그와 같이 역대 스타리그 역사상 결승전 최소관중. (700명)

## e스포츠 연맹의 스타리그 불참 선언
2012년 5월 3일에 한국e스포츠협회와 e스포츠 연맹, 온게임넷과 곰TV는 서로의 상생을 위해 비전 선포식을 가졌었다. 이후 GSL을 주최하는 방송사인 곰TV에서는 2012년 세 번째로 치러지는 GSL의 참가 여부를 한국e스포츠협회에 물었으나 한국e스포츠협회에서는 선수보호와 촉박한 일정으로 인해 참가를 거부했으며 2012년 네 번째로 치러지는 GSL부터 참가하기로 했었다. 그러나 2012년 8월 23일 한국e스포츠협회에서 네 번째로 치러지는 GSL도 참가를 거부하겠다고 밝혔다. 이에 반발한 e스포츠 연맹은 다음 날인 2012년 8월 24일에 한국e스포츠협회에 소속되지 않고 16강에 진출해있었던 임재덕, 정종현, 이정훈, 박수호, 장민철, 원이삭, 강초원의 7명의 선수와의 합의 하에 옥션 스타리그 16강에 참가하지 않으며, 한국e스포츠협회에서 산하 선수들이 GSL에 지속적으로 참가하게 하겠다고 밝히기 전까지 e스포츠 연맹 선수들의 스타리그 참가를 유보하겠다고 밝혔다. 같은 날 한국e스포츠협회에서는 스타리그의 파행을 막기 위해 2012년에 다섯 번째로 치러지는 GSL부터 참가를 하겠다고 밝혔으나 다음 날인 2012년 8월 25일에 e스포츠 연맹과 불참을 선언했던 선수들은 불참의 입장을 고수하겠다고 밝히면서 곰TV측에 2012년 네 번째로 치러지는 GSL 예선 참가신청 날짜의 연기를 요청했다. 8월 27일 블리자드 배틀넷 커뮤니티 공지사항에 의하면 한국e스포츠협회선수들이 GSL 시즌4 예선에 참가하게 되면서 e스포츠 연맹도 스타리그 출전 유보를 철회하여 예정대로 개막할 것이라고 밝혔다.